# Ken Tagawa
Pour les articles homonymes, voir Tagawa (homonymie).
Ken Tagawa (田川 憲, Tagawa Ken, 1906-1967), né à Nagasaki, est un artiste japonais.
Nombre de ses estampes représentent des scènes de Nagasaki, notamment les immeubles de style occidental.